# Keith Jesperson
Keith Hunter Jesperson, né le 6 avril 1955 à Chilliwack en Colombie-Britannique, au Canada, est un tueur en série canadien ayant opéré aux États-Unis. Il prétend avoir tué 185 personnes, mais seulement huit meurtres lui sont attribués avec certitude. Il est surnommé « The Happy Face Killer » parce qu'il y avait toujours un smiley dans les lettres qu'il envoyait aux médias et aux procureurs.

## Biographie
Jesperson a eu une enfance violente et troublée sous le joug d'un père alcoolique et dominateur. Traité comme un paria par sa propre famille et taquiné par les autres enfants pour sa grande taille à un jeune âge, Jesperson était un enfant solitaire qui a montré une propension à torturer et tuer des animaux. Bien qu'il ait eu constamment des ennuis dans sa jeunesse, dont deux tentatives de tuer des enfants qui lui avaient causé des ennuis, Jesperson obtient un diplôme d'études secondaires, puis un emploi comme chauffeur de camion. Il s'est marié et a eu trois enfants. En 1990, après 15 ans de mariage, Jesperson divorce et vit son rêve de devenir policier dans la Gendarmerie royale du Canada, carrière stoppée après une blessure. C'est après son retour à la conduite de camions, que Jesperson commence à tuer.
Jesperson est connu pour avoir tué au moins huit femmes en cinq ans. La strangulation a été sa méthode la plus récurrente, la même qu'il a souvent utilisée pour tuer les animaux étant enfant. Après que le corps de sa première victime, Taunja Bennett, a été trouvé, l'attention des médias a porté sur Laverne Pavlinac, une femme qui a faussement avoué avoir tué Bennett avec son petit ami violent. Jesperson a été bouleversé parce qu'il n'a pas reçu l'attention qu'il voulait. Il a par la suite dessiné un visage souriant sur le mur sale d'une salle de bain où il a écrit une confession anonyme pour l'assassinat, à des centaines de miles de la scène du crime. N'ayant pas obtenu de réaction, il commence à écrire des lettres aux médias et aux procureurs. Plusieurs de ses victimes étaient des prostituées et des SDF sans aucun lien avec lui.
Bien que Jesperson ait affirmé avoir tué jusqu'à 185 personnes, seulement huit meurtres ont été confirmés.
Melissa G. Moore, fille de Keith Jesperson, est passée plusieurs fois à la télévision. Par exemple, en novembre 2008, dans le talk show Dr. Phil ou The Oprah Winfrey Show en septembre 2009.
Une série Happy Face, sortie en mars 2025 sur Paramount+ est tirée de son histoire. 